# Fira de Nadal de la Sagrada Família
La Fira de Nadal de la Sagrada Família se celebra al voltant de la festivitat de Nadal a la plaça de la Sagrada Família del districte de l'Eixample de Barcelona, des de 1962. Comença a la darreria de novembre o principi de desembre i es pot visitar fins als dies de Nadal.
Les nombroses parades que omplen la plaça es distribueixen en quatre sectors: el d'arbres i plantes de Nadal; el de pessebres, figures tradicionals i decoració nadalenca en general; el d'alimentació, amb establiments de venda de llaminadures; i el sector dels regals, amb parades de productes artesanals, bijuteria i roba.
La Fira de Nadal de la Sagrada Família s'escau amb la de Santa Llúcia, al davant de la Catedral. De fet, n'és un perllongació: es va començar a fer quan ja no quedava espai per a parades davant la Catedral. Una colla d'artesans va decidir de traslladar-se a la Dreta de l'Eixample i, d'aquesta manera, va néixer un nou mercat nadalenc que avui ja compta amb un centenar de parades.